# Łęka Szczucińska
Łęka Szczucińska – wieś w Polsce, położona w województwie małopolskim, w powiecie dąbrowskim, w gminie Szczucin.
W latach 1975–1998 miejscowość położona była w województwie tarnowskim.

## Integralne części wsi
| SIMC    | Nazwa     | Rodzaj    |
| ------- | --------- | --------- |
| 0830807 | Nowa Wieś | część wsi |

## Zabytki
Obiekt wpisany do rejestru zabytków nieruchomych województwa małopolskiego.
- Kaplica mszalna pw. MB Częstochowskiej z lat 1905–1906.